# فرودگاه منطقه‌ای مونرو سیتی
فرودگاه منطقه‌ای مونرو سیتی (به انگلیسی: Monroe City Regional Airport) (به زبان بومی: Capt. Ben Smith Airfield) یک فرودگاه همگانی بهره‌برداری هوایی است که یک باند فرود آسفالت دارد و طول باند آن ۱۰۷۱ متر است. این فرودگاه در کشور ایالات متحده آمریکا قرار دارد و در ارتفاع ۲۲۵ متری از سطح دریا واقع شده‌است.